# Laurent Guyot
Pour les articles homonymes, voir Guyot.
Laurent Guyot est un footballeur français né le 17 décembre 1969 à Bourg-la-Reine. Il est depuis reconverti en entraîneur.

## Biographie

### Joueur
Il est international minimes C1 dès 1984, puis international espoir français.
Défenseur central ou latéral gauche, il joue au FC Nantes durant 13 saisons (191 matchs et le titre de champion de France 1995), avant de terminer sa carrière sous les couleurs de l'EA Guingamp après être passé par le Toulouse FC.

### Entraîneur
Directeur du centre de formation du FC Nantes depuis le début de l'année 2005, il obtient son DEPF en 2008, terminant major de sa promotion.
Il quitte le club en juin 2009 en désaccord avec la politique menée par la direction du FCN et rejoint l'équipe de Boulogne-sur-mer fraîchement promue en Ligue 1. Il y signe un contrat de deux ans, avec une année supplémentaire en option. Il est mis fin à ses fonctions le 27 décembre 2010.
Le 25 mai 2011 il signe un contrat de deux ans en faveur de Sedan. Après une saison 2012-2013 difficile sanctionnée d'une relégation, Laurent Guyot annonce qu'il rejoint la Direction Technique Nationale de la Fédération française de football au 1er août 2013. Il prend en charge l'équipe de France des moins de 17 ans pendant un an, puis il prend en charge l'équipe de France des moins de 16 ans.
Entre le 29 juin 2015 et le 1er juin 2018, il est le directeur du centre de formation du Toronto FC, et le 26 janvier 2018, il est nommé entraîneur du Toronto FC II évoluant en USL. Il quitte son poste le 1er juin 2018.
Le 7 juin 2018, il est nommé entraîneur du Cercle Bruges en Jupiler Pro League. Dans ce club filiale de l'AS Monaco, il a notamment pour mission de faire évoluer les jeunes espoirs monégasques avant qu'ils ne retournent dans la principauté.
Après avoir acquis le maintien du Cercle en Pro League, il quitte le club de commun accord le 2 mai 2019.
À l'été 2019, il s'engage avec Boulogne-sur-Mer. La première saison se solde par une belle troisième place. La seconde est plus difficile pour le club du Pas-de-Calais avec une quinzième place, qui n'est pas synonyme pour la saison 2020/2021 de relégation en National 2.
Ensuite, il rejoint le FC Annecy. L'exercice 2021/2022 est une grande réussite pour les Hauts-Savoyards avec une deuxième position, permettant ainsi d'accéder au championnat de Ligue 2. Durant la saison 2022/2023, le parcours d'Annecy est remarqué en Coupe de France avec, notamment, une victoire historique en quarts de finale face à l'Olympique de Marseille au Vélodrome. En mai 2023, il est nommé pour le Trophée UNFP du Meilleur Entraîneur de Ligue 2 BKT.
Lors de l'été épique du FC Annecy (le club ne savait pas s'il évoluerait en national ou en ligue 2 BKT dû au match Bordeaux - Rodez), le club en profite pour annoncer le prolongation de Laurent Guyot jusqu'en 2026.

## Palmarès
- Champion de France : 1995 (FC Nantes)
- Vainqueur de la coupe nationale des cadets en 1985 avec la Ligue Atlantique
- Demi finaliste de la Coupe de France en 2023 en tant qu’entraîneur du FC Annecy